# Synagogi w Bambergu
Synagogi w Bambergu – na przestrzeni wieków gmina żydowska używała w Bambergu sześciu synagog:
- Pierwsza synagoga (przed XIV wiekiem-1422)
- Druga synagoga (1430–1660)
- Trzecia synagoga (1660–1853)
- Czwarta synagoga (1853–1910)
- Piąta synagoga (1910–1938)
- Szósta synagoga (2005)

## Literatura
- Imhof, Michael (Hrsg.): Frömmigkeit und Kunst in Franken. 1. Auflage. BVB, Bamberg 1994, ISBN 3-87052-409-X.
- Loebl, Herbert: Juden in Bamberg. Bamberg 1999, ISBN 3-928648-48-9.